# Katharina Bullin
Katharina Bullin (ur. 2 marca 1959 w Stalinstadcie) – niemiecka siatkarka, medalistka igrzysk olimpijskich i mistrzostw Europy.

## Życiorys
Bullin była w składzie reprezentacji Niemiec Wschodnich podczas  igrzysk olimpijskich 1980 odbywających się w Moskwie. Zagrała wówczas we wszystkich meczach olimpijskiego turnieju, w tym w przegranym finale ze Związkiem Radzieckim. Zdobyła dwa srebrne medale mistrzostw Europy – w 1977 w Finlandii i w 1979 we Francji.
Była zawodniczką klubu SC Dynamo Berlin, z którym trzykrotnie zdobyła mistrzostwo Niemiec Wschodnich w 1975, 1978 i 1979 oraz tryumfowała w Pucharze Europy Zdobywczyń Pucharów 1977/1978.

### Doping
Bullin była jedną z ofiar dopingu w Niemieckiej Republice Demokratycznej. Nieświadomie zażywała sterydy anaboliczne, które podawano jej wymieszane z pożywieniem, w postaci tabletek witaminowych i zastrzyków. Miało to umożliwić jej osiąganie lepszych wyników sportowych. Trenowała nawet 50 godzin tygodniowo. Ponadto była zmuszana do zażywania środków dopingujących. Po igrzyskach w 1980 została wykluczona z reprezentacji, ponieważ sztab uznał ją za niezdolną do występów w spotkaniach międzynarodowych. W konsekwencji wpadła w spiralę uzależnienia od alkoholu i leków. Po odbudowaniu swojego życia domagała się odszkodowania za długotrwałe skutki nadużywania dopingu. Pomimo 12 operacji występował u niej chroniczny ból całego ciała, które przybrało męskie cechy płciowe. W 2005 na Międzynarodowym Festiwalu Filmowym w Berlinie zaprezentowano film dokumentalny o jej życiu, zatytułowany Katharina Bullin - Und ich dachte, ich wär 'die Größte.